# Калафатони (Вибо Валенција)
Калафатони је насеље у Италији у округу Вибо Валенција, региону Калабрија.
Према процени из 2011. у насељу је живело 44 становника. Насеље се налази на надморској висини од 184 м.